# The Analyst (rivista di chimica)
The Analyst (a volte anche semplicemente Analyst) è una rivista scientifica pubblicata dalla Royal Society of Chemistry dedicata alla chimica analitica.

## Storia
La rivista è stata fondata nel 1876 dalla Society for Analytical Chemistry, uno dei precursori della RSC, ed è diventata una delle più importanti riviste nel campo della chimica analitica, con un impact factor di 4.107. È stata scelta dalla US National Library of Medicine per essere inclusa nel MEDLINE e i suoi abstract appaiono in Analytical Abstracts.
The Analyst ospita un'altra pubblicazione della RSC, Highlights in Chemical Technology.

## Tipi di articoli
The Analyst contiene "research papers", "communications" e una "i-section".